# Sean Toomey
Sean J. Toomey (Saint Paul, Minnesota, 1965. június 27. –) amerikai profi jégkorongozó.

## Pályafutása
Komolyabb karrierjét a University of Minnesota-Duluthon kezdte 1983-ban és 1987-ig játszott az egyetemi csapatban. Utolsó idénye volt a legjobb amikor is 26 gólt ütött 39 mérkőzésen. AZ 1983-as NHL-draft a Minnesota North Stars választotta ki a hetedik kör 136. helyén. Az egyetem után egyetlenegy mérkőzésen léphetett csak jégre az NHL-ben a Minnesota North Stars színeiben. Még ebben az idényben 13 mérkőzésen játszott az IHL-es Indianapolis Checkersben. 1987–1988-ban játszott az AHL-es Baltimore Skipjacksban és az IHL-es Kalamazoo Wingsben. 1988–1989-ben átment Európába szerencsét próbálni: a finn ligában játszott az Ässät Poriban, majd 1989–1991 között a svéd alsóbb ligákban játszott. 1991 után visszavonult.